# Університет імені Яна Кохановського
Університет імені Яна Кохановського в Кельцях (пол. Uniwersytet Jana Kochanowskiego w Kielcach) (колишній Педагогічний інститут (Wyższa Szkoła Pedagogiczna), Свєнтокшиська академія ім. Яна Кохановського (Akademia Świętokrzyska), Гуманітарно-природничий університет ім. Яна Кохановського у місті Кельцях (Uniwersytet Humanistyczno-Przyrodniczy Jana Kochanowskiego w Kielcach) - один із найбільших державних університетів у Польщі. Дотримується традицій навчального закладу, який було створено у 1969 році (спеціалізувався на педагогіці).
На даний час Університет надає можливість здобути ступінь доктора філософії по 11 напрямках знань:
- область гуманітарних наук (історія, мовознавство, літературознавство)
- область природних наук (біологія, фізика, географія, хімія)
- область мистецтвознавства та педагогіки
- область політології
- область наук про здоров'я

## Факультети
- Гуманітарні науки
- Математично-природничий
- Наук про здоров'я
- Педагогічно-артистичний
- Управління і адміністрування

В Університету імені Яна Кохановського існує філія у Пйотркові Трибунальському, в якій діють такі факультети:
- Філологічно-історичний
- Суспільних наук